# Lloyd Butler
Lloyd LeMarr Butler (Sparks, 11 de noviembre de 1924-Mesa, 19 de mayo de 1991) fue un deportista estadounidense que compitió en remo. Participó en los Juegos Olímpicos de Londres 1948, obteniendo una medalla de oro en la prueba de ocho con timonel.

## Palmarés internacional
| Juegos Olímpicos | Juegos Olímpicos      | Juegos Olímpicos | Juegos Olímpicos |
| Año              | Lugar                 | Medalla          | Prueba           |
| ---------------- | --------------------- | ---------------- | ---------------- |
| 1948             | Londres (Reino Unido) | Medalla de oro   | Ocho con timonel |